# Thérèse Matter
Thérèse Matter, née le 22 décembre 1887 à Rouen, et morte le 29 mai 1975 à Lille, diplômée de la Maison de santé protestante de Bordeaux (hôpital-école), est cofondatrice et directrice de l’école d'infirmières Ambroise-Paré de Lille. Elle est reconnue Juste parmi les nations pour son aide aux Juifs pendant la Seconde Guerre mondiale.

## Biographie
Thérèse Matter est la fille aînée d’Étienne Matter (1859-1934), centralien directeur d’une société de construction mécanique, converti au protestantisme par l'Armée du salut et paroissien du pasteur Jean Bianquis (1853-1935) à Rouen, et de Cécile Besselièvre, fille d’un grand industriel du textile et sœur de Marie-Caroline épouse de Maurice Lebon, maire de Rouen. Étienne Matter est fils d’un pasteur luthérien qui a quitté l’Alsace, optant pour la France après la guerre franco-allemande de 1870. Thérèse a trois sœurs et un frère cadet, Jacques. Sa mère décède en 1893. Thérèse est élevée par une gouvernante anglaise, Mlle Smart, qui a déjà éduqué sa mère. La famille du pasteur Bianquis accueille souvent les enfants Matter. Une amitié se noue entre Alice Bianquis Escande et Thérèse. En 1897, les familles Bianquis et Matter partent pour Paris, où de nouvelles responsabilités attendent les pères : Jean Bianquis à la Maison des missions, tandis que Étienne Matter s’occupe d’un foyer pour jeunes délinquants, l’Œuvre de Belleville. La famille Matter s’installe rue Piat, dans le quartier populaire de Belleville.

## Son père
Elle a 20 ans lorsque son père se remarie avec Marguerite Ledoux (1869-1962), fille de Charles Ledoux et veuve du pasteur Louis Couve. Le 19 janvier 1910 naît un fils, Albert. La famille s’installe dans un appartement au 55 de la rue de Vaugirard, dans le XVe arrondissement, où elle a un salon fréquenté par le monde de la magistrature et de la philanthropie. C’est dans ce salon que naissent le Comité français de l’alliance universelle pour la paix par le moyen des Églises ainsi que l’Œuvre des délégués auprès des tribunaux pour enfants, devenu le Service social de l’enfance en danger moral (SSEDM). Thérèse ne se sent pas à l’aise dans ce grand appartement bourgeois. Elle part un an comme jeune fille au pair en Angleterre.

## Ses études
Thérèse Matter suit les classes primaires à l’école communale du quartier, avant de poursuivre ses études secondaires au lycée Lamartine. 
Elle rejoint Alice Bianquis Escande à l’École de la Maison de santé protestante de Bordeaux (MSP), arrivée l’année précédente. Elle y étudie du 30 septembre 1911 au 3 septembre 1913. Elle apprécie la joie et la vivacité d’Eva Durrleman qui devient son amie. Pendant leurs études, quatre diplômées protestantes de la MSP : Alice Bianquis Escande, Eva Durrleman, Thérèse Matter et Madeleine Rives font le serment de fonder un hôpital-école pour former des garde-malades hospitalières.
En 1923, à l’âge de 35 ans, elle se forme comme sage-femme.

## Engagements pendant la Première Guerre
Pendant la guerre, Thérèse Matter obtient son affectation dans divers hôpitaux militaires. En août 1915, elle rejoint avec Eva Durrleman l’armée d’Orient. Elles sont réparties dans des services distincts de l’hôpital Narichkine dans le camp de Zeitenlik, près de Salonique. Elle y travaille avec un personnel protestant très compétent. En 1918, Jacques Matter, son frère, est tué sur le front. Le jeune Albert, malade, part faire un séjour à la montagne avec sa famille, mais son état s’aggrave et il décède quelques semaines après son frère. La famille est très éprouvée par ces deux décès consécutifs. Thérèse, très affligée, est entourée par ses amies Alice et Eva.

## Recherche de financement
Eva et Thérèse partent en novembre 1919 aux États-Unis. Elles y rencontrent la chaleureuse Adelaïde Nutting, présidente de l’association des nurses américaines, qui est toujours heureuse de parler de ses séjours en France et de la MSP de Bordeaux. Elles collectent de l’argent pour leur hôpital.

## Ouverture de l’hôpital-école Ambroise-Paré 1923
Eva et Thérèse ont envie d’ouvrir leur hôpital-école dans une région particulièrement dévastée par la guerre. Le nord de la France les attire. Grâce aux diverses aides de leurs relations proches ainsi qu'aux dons américains collectés, les travaux de l’hôpital-école Ambroise-Paré avancent vite. Il est inauguré le 18 novembre 1923. Thérèse reçoit la visite de sa sœur, Geneviève, accompagnée d’Élisabeth Durand, toutes deux directrices d’une œuvre protestante, l’Espérance. Dans le service maternité, le premier accouchement a lieu en novembre 1923. La Maison accueille gratuitement pour leurs accouchements les femmes de pasteurs de la région du Nord. 
Elle assure avec Eva la direction de l’établissement, qui accueille et forme de nombreuses générations d’infirmières. Thérèse prend en charge la bonne gestion de l’institution et son expansion. Eva est plus présente sur le terrain. En 1929, Thérèse, surmenée, contracte un début d’infection pulmonaire (tuberculose). Elle est contrainte à une année de repos qu’elle passe à Leysin, en Suisse. En 1934, l’hôpital-école Ambroise-Paré ouvre un service moderne de maternité au troisième étage.

## Sous l’Occupation allemande 1940-1945
Durant l’occupation allemande, l’hôpital-école Ambroise-Paré est le quartier général de la Résistance locale. Par prudence, Eva et Thérèse brûlent toutes leurs archives. Elles sauvent de nombreux aviateurs blessés en les soignant à l’hôpital- école Ambroise-Paré et en organisant leur départ pour l’Angleterre. Elles transmettent des renseignements précieux, assurant l’évasion de combattants qui allaient être pris par la Gestapo.
Elles viennent également en aide aux Juifs pris dans une rafle le 11 septembre 1942, leur apportant vivres et vêtements, et participant au sauvetage d'un bébé. Plus tard, elles abritent des juifs et des résistants dans leur hôpital. Pour sa participation à ces sauvetages, Thérèse Matter sera reconnue Juste parmi les nations,.

## Retraite
À partir de 1950, les directrices envisagent de se retirer progressivement. Elles participent à une opération immobilière à Paris dans le XIVe, avenue du Maine. Mais les travaux avancent lentement. Elles en profitent pour voyager en compagnie du pasteur Émile Fabre et de sa femme. Elles découvrent ainsi l’Écosse, l’Espagne, le Portugal, ainsi que l’Algérie et le Maroc. Bien entendu, elles font étape chez des diplômées de la MSP et d’anciennes élèves de la MAP. Enfin, en 1956, retraitées, elles emménagent au 55, avenue du Maine dans le XIVe arrondissement. Dans cet immeuble, elles se sentent bien entourées.

## Fin de vie
Pendant l’hiver 1974-1975, l’état de santé de Thérèse se dégrade. Eva la fait transporter à l’hôpital-école Ambroise-Paré, où elle décède. Thérèse est inhumée au cimetière du Montparnasse. 
Thérèse a reçu une dizaine de décorations pour sa conduite exemplaire en période de guerre. Elle reçoit la médaille des Justes parmi les Nations le 18 mars 1991.

## Archives
- Archives de la Maison de santé protestante de Bordeaux.
- Archives de la Maison de santé Ambroise-Paré de Lille.
- Archives de l’Association d’hygiène sociale de l’Aisne.
- Archives familiales de la famille Bianquis.
- Library of the Hoover Institution on War evolution and Peace, université Stanford (Californie), Women in the first and second World Wars, a check list of the holdings of the Hoover Institution on War evolution and Peace, compiled by Helena Wedborn, 1988, 73 p.